# Конт (Јура)
Конт (фр. Conte) насеље је и општина у источној Француској у региону Франш-Конте, у департману Јура која припада префектури Лон ле Соније.
По подацима из 2011. године у општини је живело 60 становника, а густина насељености је износила 18,07 становника/km². Општина се простире на површини од 3,32 km². Налази се на средњој надморској висини од 677 метара (максималној 801 m, а минималној 614 m).

## Демографија
| 1962. | 1968. | 1975. | 1982. | 1990. | 1999. | 2011. |
| ----- | ----- | ----- | ----- | ----- | ----- | ----- |
| 38    | 39    | 44    | 51    | 48    | 56    | 60    |

График промене броја становника у току последњих година